# Neues Forum

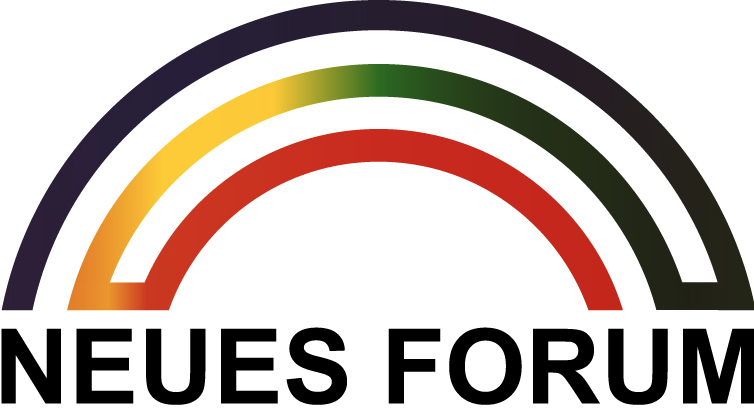
Logo Neues Forum

Neues Forum (pol. Nowe Forum) – opozycyjny ruch społeczny w Niemieckiej Republice Demokratycznej (NRD), założony we wrześniu 1989 roku. Miał charakter lewicowy.
Ruch skupiał zwolenników Bärbeli Bohley i Jensa Reicha, którzy 10 września 1989 roku wystosowali apel „Przełom ‘89”, zaczynający się od słów: W naszym kraju komunikacja między państwem a społeczeństwem jest wyraźnie zakłócona. Apel był szeroko komentowany wśród mieszkańców NRD, w przeciągu kilku tygodni podpisało się pod nim kilka tysięcy osób. Z czasem zwolennicy „Przełomu ‘89” powołali do życia ruch społeczny, który z czasem przyjął nazwę Nowe Forum. Obok Bohley i Reichta z ruchem byli związani m.in. Rolf Henrich, Ingrid Keppe, Sebastian Pflugbeil, Jens Reich, Reinhard Schult, Ina Seidel.
Działacze ruchu byli inwigilowani przez Ministerstwo Bezpieczeństwa Państwowego NRD.
Nowe Forum i jej zwolennicy odpowiadali za organizację wielu manifestacji podczas przemian ustrojowych w NRD. Przedstawiciele Neues Forum przemawiali 4 listopada 1989 roku na demonstracji na Alexanderplatz, który był największym protestem mieszkańców NRD od czasu powstania berlińskiego z czerwca 1953 roku. 8 listopada ruch został zalegalizowany.
Do końca 1989 roku pod apelem „Przełom ‘89” podpisało się sto tysięcy osób, a liczba członków Neues Forum wynosiła ok. 10 tys.
W lutym 1990 roku Neues Forum wraz z ruchami Demokracja Teraz i Initiative für Frieden und Menschenrechte powołały Bündnis 90, który w wyborach do Izby Ludowej 18 marca 1990 roku uzyskało 2,9% głosów. Po wyborach Bündnis 90 połączył się z Zielonymi, tworząc partię Sojusz 90/Zieloni.